# 2017 في النرويج
فيما يلي قوائم الأحداث التي وقعت خلال عام 2017 في النرويج.

## أحداث
- 11 سبتمبر – الانتخابات البرلمانية النرويجية 2017

## سياسة

### تعيين في المنصب
- 1 يناير – داغ أندرسون عضو برلمان النرويج  [لغات أخرى]‏.

### انتهاء فترة المنصب
- 1 يناير – داغ أندرسون عضو برلمان النرويج  [لغات أخرى]‏.

## رياضة
- 1 يناير – بطولة العالم لسباق الدراجات على الطريق 2017
- 7 مايو – رينجيريك جراند بريكس 2017 الفائزون Troels Vinther [الإنجليزية]‏، كارل فريدريك هاغن، راسموس جولدهامر.
- 17 سبتمبر – سباق الطريق ضد الساعة لفرق النساء في بطولة العالم لسباق الدراجات على الطريق 2017 الفائزون Cervélo-Bigla 2017  [لغات أخرى]‏، Boels Dolmans 2017  [لغات أخرى]‏، فريق سنويب للسيدات 2017  [لغات أخرى]‏.
- 17 سبتمبر – سباق الطريق ضد الساعة للفرق في بطولة العالم لسباق الدراجات على الطريق 2017 الفائزون سنويب 2017 [الإنجليزية]‏، بي إم سي راسينغ 2017 [الإنجليزية]‏، موسم فريق سكاي 2017.
- 18 سبتمبر – سباق الطريق ضد الساعة لأقل من 23 سنة في بطولة العالم لسباق الدراجات على الطريق 2017 الفائزون Corentin Ermenault [الإنجليزية]‏، براندون ماكنولتي، ميكيل بيرج.
- 18 سبتمبر – سباق الطريق ضد الساعة للشابات في بطولة العالم لسباق الدراجات على الطريق 2017 الفائزون Madeleine Fasnacht [الإنجليزية]‏، Alessia Vigilia [الإنجليزية]‏، إيلينا بيروني.
- 19 سبتمبر – سباق الطريق ضد الساعة للشبان في بطولة العالم لسباق الدراجات على الطريق 2017 الفائزون Antonio Puppio [الإنجليزية]‏، Filip Maciejuk [الإنجليزية]‏، توم بيدكوك.
- 19 سبتمبر – سباق الطريق ضد الساعة للنساء في بطولة العالم لسباق الدراجات على الطريق 2017 الفائزون كاترين جارفوت، أنا فان دير بريغين، أنيميك فان فليوتن.
- 20 سبتمبر – سباق الطريق ضد الساعة في بطولة العالم لسباق الدراجات على الطريق 2017 الفائزون توم دومولين، بريمو روغيليتش، كريس فروم.
- 22 سبتمبر – سباق الطريق المداري لأقل من 23 سنة في بطولة العالم لسباق الدراجات على الطريق 2017 الفائزون بينوا كوسنيفروي، Michael Carbel [الإنجليزية]‏، لينارد كامنا.
- 22 سبتمبر – سباق الطريق المداري للشابات في بطولة العالم لسباق الدراجات على الطريق 2017 الفائزون ليتيزيا باتيرنوستر، إيلينا بيروني، إيما نورسجارد يورجنسن.
- 23 سبتمبر – سباق الطريق المداري للشبان في بطولة العالم لسباق الدراجات على الطريق 2017 الفائزون Julius Johansen [الإنجليزية]‏، Luca Rastelli [الإنجليزية]‏، Michele Gazzoli [الإنجليزية]‏.
- 23 سبتمبر – سباق الطريق المداري للنساء في بطولة العالم لسباق الدراجات على الطريق 2017 الفائزون كاترين جارفوت، أمالي ديديريكسن، شانتال بلاك.
- 24 سبتمبر – سباق الطريق المداري في بطولة العالم لسباق الدراجات على الطريق 2017 الفائزون مايكل ماثيوز، ألكسندر كريستوف، بيتر ساجان.

## أفلام
من الأفلام التي صدرت هذه السنة في النرويج:
- 16 مارس – آخر الرجال في حلب من إخراج فراس فياض، Steen Johannessen ‏.

## موسيقى

### أغاني
من الأغاني التي صدرت هذه السنة في النرويج:
- 17 فبراير – إت إنت مي من غناء كايغو.
- 28 أبريل – فورست تايم من غناء كايغو.